# Jean-Michel Monin

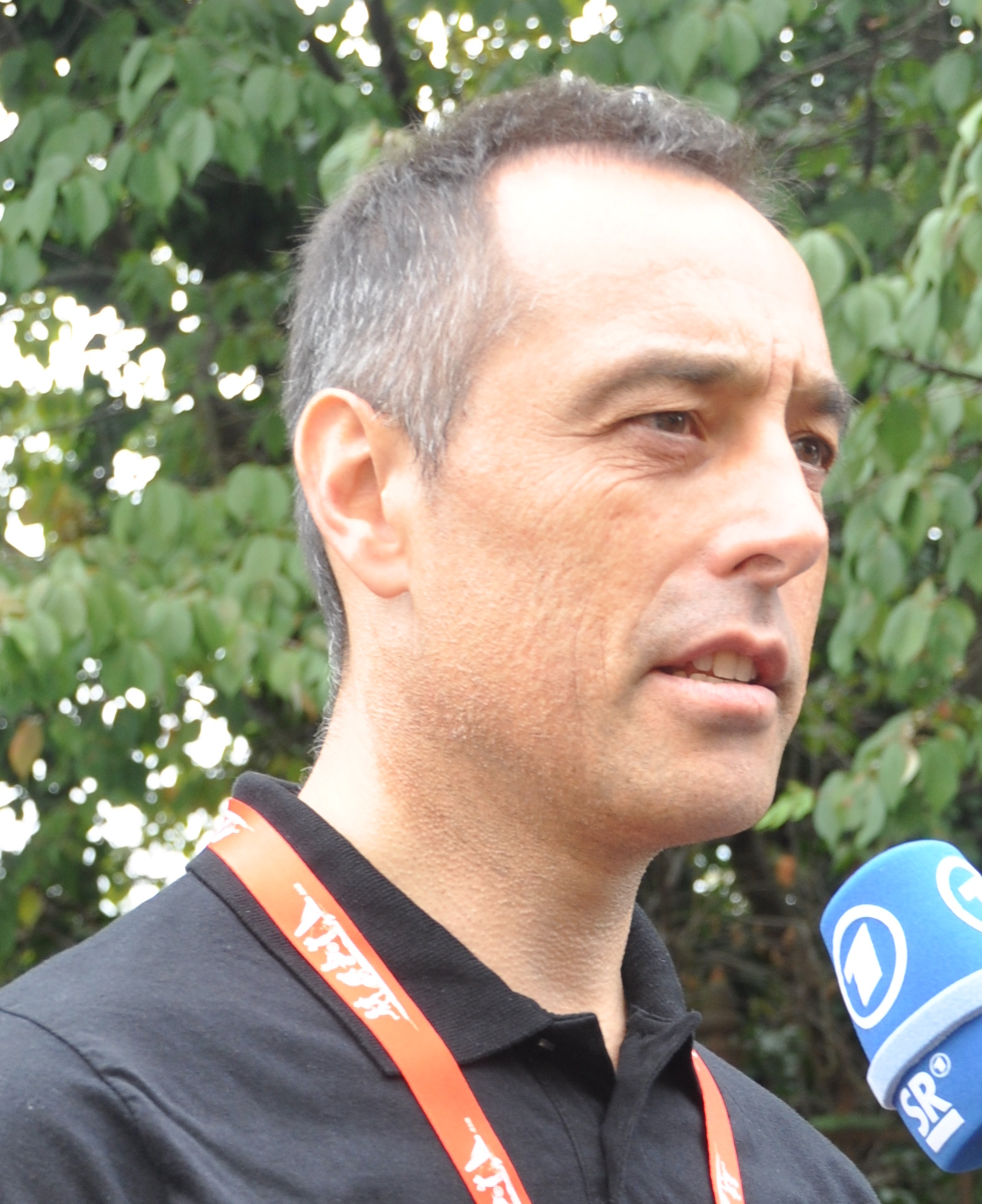
Jean-Michel Monin, 2018

Jean-Michel Monin (* 7. September 1967 in Argenteuil) ist ein ehemaliger französischer Radrennfahrer.
Der größte Erfolg in der Radsport-Karriere von Jean-Michel Monin war der Gewinn der Goldmedaille in der Mannschaftsverfolgung bei den Olympischen Spielen 1996 in Atlanta, gemeinsam mit Christophe Capelle, Philippe Ermenault und Francis Moreau. Im selben Jahr belegte der französische Vierer bei den Bahn-Weltmeisterschaften Platz zwei hinter dem Team aus Italien.
Fünfmal wurde Momin französischer Meister im Zweier-Mannschaftsfahren und dreimal in der Mannschaftsverfolgung. Er bestritt auch rund 40 Sechstagerennen, zwei davon in Nouméa konnte er gewinnen, 1994 mit Jean-Claude Colotti und 1997 mit Christian Pierron.
Heute ist Jean-Michel Monin für die Amaury Sport Organisation (A.S.O.) tätig, die u. a. die Tour de France organisiert.